# Austin O'Brien
Austin O'Brien (Eugene, 11 de Maio de 1981) é um ator americano. Seus principais papéis foram o protagonista Danny Madigan de Last Action Hero (1993) e Nick Zsigmond de My Girl 2 (1994). Ele nasceu em Eugene, Oregon, e tem um irmão mais novo, que também é ator, chamado Trever O'Brien.

## Filmografia
1. Rain from Stars (2010)
2. Bounty (2009)
3. Helix (2009)
4. This Is the Place (2009)
5. Defining Moments (2007)
6. Bones (2005)
7. A Christmas Too Many (2005)
8. Runaways (2004)
9. Spirit (2001) (TV)
10. Only Once (1998)
11. Promised Land (1996) (TV)
12. The Lawnmower Man 2: Beyond Cyberspace (1996)
13. Home of the Brave (1996) (TV)
14. The Baby-Sitters Club (1995)
15. Apollo 13 (1995)
16. My Girl 2 (1994)
17. ER (1994)
18. Touched by an Angel (1994)
19. Last Action Hero (1993)
20. Prehysteria! (1993)
21. The Lawnmower Man (1992)